# Enterprise-Resource-Planning
Enterprise-Resource-Planning (ERP) bezeichnet die unternehmerische Aufgabe, Personal, Ressourcen, Kapital, Betriebsmittel, Material sowie Informations- und Kommunikationstechnik im Sinne des Unternehmenszwecks rechtzeitig und bedarfsgerecht zu planen, zu steuern und zu verwalten. Gewährleistet werden soll ein effizienter betrieblicher Wertschöpfungsprozess und eine stetig optimierte Steuerung der unternehmerischen und betrieblichen Abläufe.
Eine Kernfunktion von ERP ist in produzierenden Unternehmen die Materialbedarfsplanung (siehe auch Material Requirement Planning und Manufacturing Resources Planning), die sicherstellen muss, dass alle für die Herstellung der Erzeugnisse und Komponenten erforderlichen Materialien zur richtigen Zeit, an der richtigen Stelle und in der richtigen Menge zur Verfügung stehen. Diese Aufgabe wird heutzutage hauptsächlich mit Hilfe von IT-Systemen auf Basis einer modernen Informations- und Kommunikationstechnik in der Cloud oder On Premises erledigt.

## ERP-Systeme
Ein ERP-System ist eine komplexe Anwendung, oder eine Vielzahl miteinander kommunizierender Anwendungssoftware- bzw. IT-Systeme, die zur Unterstützung der Ressourcenplanung des gesamten Unternehmens eingesetzt werden. Komplexe ERP-Systeme werden häufig in Teilsysteme (Anwendungsmodule) aufgeteilt, die je nach Unternehmensbedarf miteinander kombiniert werden können.
ERP-Systeme unterscheiden sich hauptsächlich:
- nach dem Wirtschaftszweig und der jeweiligen Branche (produzierendes Gewerbe: Stahlindustrie, Automobilindustrie, Chemieindustrie, …; Dienstleistung: Handel, Versicherungen, Banken, Gesundheitswesen, …),
- nach der Skalierbarkeit auf unterschiedliche Unternehmensgrößen (Anzahl möglicher Benutzer oder Unternehmensstandorte),
- in dem angebotenen Funktionsumfang, der unterstützt werden soll (Produktion, Materialwirtschaft, Vertrieb, …)
- und in den zum Einsatz kommenden Technologien (Datenbanken, Programmiersprachen, Schichtenarchitekturen, Betriebssystemen etc.).

Es lässt sich der Trend beobachten, dass immer mehr Anbieter auf webbasierte Produkte setzen. Hierbei wird beispielsweise die Systemoberfläche in einem Browserfenster dargestellt. Dies bietet unter anderem die Möglichkeit, auch unternehmensexterne Zugriffe auf das eigene System zu realisieren, ohne eine grafische Benutzeroberfläche installieren zu müssen (Thin Client). Somit können etwa Lieferanten oder Kunden direkt in die Geschäftsprozesse einbezogen werden, um z. B. Bestellungen aufzugeben, Lieferungen zu terminieren etc. Diese Möglichkeiten sollen wesentliche Zeit- und damit Kostenvorteile bewirken.
Der Ansatz, über die Unternehmensgrenzen hinauszusehen und zu agieren, ist der Grundgedanke von ERP-II-Systemen. Er macht auch den Kern serviceorientierter Architekturen aus.
Grundsätzlich bestimmt der Bedarf die zur Verfügung stehenden ERP-Anbieter. Eine Unternehmensgruppe muss über ein ERP-System auch ihre Strukturen abbilden können. Dazu gehört es, Tochterunternehmen direkt anbinden zu können (Mandantenfähigkeit), unternehmensübergreifend zu bilanzieren und zu berichten und interne Leistungsbeziehungen zu verwalten und zu buchen. Trotz der Anwendung von Standardsoftware sind Beratung und Anpassung (Customizing) in einer Unternehmensgruppe komplex und erzeugen höhere Einführungskosten. Im Gegensatz dazu ist beim Einsatz einer solchen Lösung bei einem kleinen oder mittelständischen Unternehmen (KMU) im Einführungsprojekt ein kompaktes Vorgehensmodell zu wählen und die Anpassung auf die wesentlichen Anforderungen einzuschränken. Neben komplexen, stark integrierten und für viele Branchen anpassbaren, universellen ERP-Systemen stehen einem KMU auch branchenspezifische ERP-Systeme mit reduzierter Komplexität und Funktionalität zur Verfügung.

### Funktionsbereiche einer ERP-Software
ERP-Systeme bilden einen Geschäftsprozess digital ab und erlauben die einen Funktionsbereich übergreifende Geschäftsprozessautomatisierung, um das Ressourcen-Management so effizient wie möglich zu gestalten. Eine durchgehende Integration und eine Abkehr von Insellösungen führen zu einem ganzheitlichen ERP-System, in dem Ressourcen unternehmensweit verwaltet werden können. ERP-Systeme verbessern zudem den Kommunikationsfluss im Unternehmen und können im Sinne von E-Collaboration die Zusammenarbeit im Unternehmen effizienter gestalten.
Typische Funktionsbereiche einer ERP-Software sind:
- Materialwirtschaft (Beschaffung, Lagerhaltung, Disposition), Logistik
- Produktion bzw. Produktionsplanung und -steuerung,
- Einkauf, Bedarfsermittlung,
- Finanz- und Rechnungswesen,
- Controlling,
- Personalwirtschaft,
- Forschung und Entwicklung,
- Verkauf und Marketing,
- Stammdatenverwaltung,
- Stückliste,
- Produktdatenmanagement,
- Dokumentenmanagement
- Disposition

Die Größe des Unternehmens bestimmt oft die Anforderungen an die oben aufgeführten Funktionsbereiche sowie das zur Verfügung stehende Investitionsvolumen für Hardware, Lizenzen und Implementierung. So genannte KMU benötigen zum Beispiel oft keine integrierten Controlling- und Rechnungswesenmodule. Zusätzlich stellen unterschiedliche Wirtschaftszweige teils sehr stark abweichende Anforderungen an ein ERP-System. Somit bieten die meisten großen Anbieter Branchenlösungen an, deren Teilpakete speziell auf bestimmte Branchen zugeschnitten sind. Alternativ stehen die Lösungen der über 100 kleineren ERP-/PPS-Anbieter im deutschsprachigen Raum zur Verfügung, die oft nicht voll integrativ, dafür aber in der Regel preislich deutlich niedriger anzusiedeln sind. Hinzu kommen derzeit auch immer mehr freie ERP-Systeme, die sich mit gewissen Einschränkungen insbesondere für kleinere Unternehmen und Neueinsteiger eignen. Bezog sich der Begriff ERP zu Beginn vor allem auf PPS, wird dieser mittlerweile auch synonym für Warenwirtschaftssysteme oder Projektmanagementsoftware verwendet, die neben ihren eigentlichen Funktionen auch Finanzbuchhaltung oder CRM beinhalten.
Als wichtiges Kriterium im Bereich der Produktion und des Vertriebs hat sich in den letzten Jahren die Frage nach der Beherrschung der Produktvarianten herausgestellt, für die besondere ERP-Bausteine mit spezifischen Methoden und Verfahren in den verschiedenen Funktionsbereichen des ERP-Systems vorhanden sein müssen. Die Produkte werden immer weniger für einen anonymen Markt auf Lager produziert, sondern immer mehr nach tatsächlichen Kundenbestellungen gefertigt. In der Automobilbranche kann sich ein Kunde sein Fahrzeug selber konfigurieren. Die Variantenvielfalt erfordert in der Automobilindustrie besondere Verfahren zur Erstellung des Produktionsprogramms und besondere Methoden im Produktdatenmanagement (s. a. Konfigurator) und in der Stücklistendarstellung, die wiederum Auswirkungen auf die Bedarfsermittlung und die Lieferabrufe bei den Lieferanten haben.

### Entwicklung der ERP-Software
Die Entwicklung von ERP-Systemen begann im Laufe der 80er Jahre Ende des 20. Jahrhunderts, um die bestehenden kaufmännischen Anwendungssysteme, die oftmals nebeneinander von verschiedenen Firmen oder Fachbereichen/Abteilungen eines Unternehmens entwickelt wurden, miteinander zu verknüpfen und zu einem ganzheitlichen System zu verbinden. In diesem Zeitraum wurde auch das Computer-integrated manufacturing-Modell von August-Wilhelm Scheer entwickelt, das die technischen und kaufmännischen Prozesse in einem computerunterstützten System miteinander verbindet.
Viele ERP-Systeme haben sich aus dem Manufacturing-Resources-Planning-System entwickelt, das entweder um weitere System-Module, z. B. für den Vertrieb, die Beschaffung, die Finanzwirtschaft oder die Personalwirtschaft, ergänzt wurden oder es wurden bereits bestehenden Systemteile zu eigenständigen ERP-Modulen ausgebaut und im ganzheitlichen ERP-System integriert.
Eine Weiterentwicklung gab es Ende der 90er Jahre durch den Ansatz des Advanced Planning and Scheduling, bei dem die Module mehr Eigenständigkeit erhielten und miteinander kombiniert werden konnten, wodurch das ERP-System flexibler wurde und so besser an die konkreten Verhältnisse eines Unternehmens oder einer Branche angepasst werden konnte.
Durch die Industrie 4.0 müssen die ERP-Systeme weiter entwickelt werden und sich verändern. Zum einen werden bestimmte ERP-Funktionen nicht mehr benötigt und durch die autonome Betriebsmittel (z. B. Autonomer mobiler Roboter) oder durch sich selbst steuernde Systeme ersetzt (s. Cyber-physisches System), zum anderen ändern sich durch das Konzept des Digitalen Zwillings die Verfahren zur Planung, Regulierung und Überwachung der Prozesse. Durch die Menge der anfallenden und verfügbaren Daten im Zuge der Ausbreitung der Industrie 4.0 (s. Big Data) werden zudem neue Software-Werkzeuge wie Data Mining oder Maschinelles Lernen genutzt, die in das ERP-System integriert werden müssen.

### Einführung einer ERP-Software
Die Einführung einer ERP-Software ist bei mittelständischen und größeren Unternehmen ein komplexes Projekt und lässt sich beispielsweise in zwei Phasen unterteilen:

#### Evaluation
Die bedarfsgerechte Auswahl einer ERP-Software hängt in hohem Maße von den individuellen Anforderungen des Unternehmens ab. Der Bekanntheitsgrad und die Marktpräsenz einer Software können dabei nur einen nebenrangigen Hinweis auf die individuelle Eignung liefern. Zunächst sollte eine individuelle Bedarfsermittlung erfolgen. Als Unterstützung dazu dienen einerseits Referenzprozesse (best practice), welche mit den eigenen Geschäftsabläufen verglichen werden. Andererseits können die funktionalen Anforderungen, welche sich aufgrund der modellierten Prozesse ergeben, mittels Standardfunktionskatalogen ergänzt werden. Dieses erste Teilprojekt wird häufig in Eigenregie der Unternehmen durchgeführt, manchmal jedoch unterstützt von Management- bzw. Unternehmensberatungen. Bereits hier werden wichtige Entscheidungen für die weitere Vorgehensweise getroffen. Zur Bedarfsermittlung bieten einige Unternehmensberatungen Methoden an, aus welchen Lastenhefte zur Softwareauswahl entstehen. Hierzu werden die Geschäftsprozesse des jeweiligen Unternehmens, welches die Software einführen möchte, aufgenommen und daraus abgeleitet, was die in Frage kommende Software leisten muss. Dieses Anforderungsprofil wird in ein Lastenheft überführt und als solches für die ERP-Anbieter veröffentlicht. Nach einer Sichtung des Marktes und Anfragen an Anbieter, die in der Regel die Angabe von lastenheftbezogenen Erfüllungsgraden der jeweiligen Software verlangen, werden geeignete Anbieter in eine Shortlist von nur noch wenigen (5–6) Anbietern aufgenommen. Neben den Anforderungen aus dem Lastenheft können weitere Kriterien in die Bewertung der Anbieter einfließen, wie z. B. die Leistungsfähigkeit oder wirtschaftliche Potenz des Anbieters/Systemhauses. Die so ausgewählten Anbieter werden eingeladen, ihr Produkt zu präsentieren. Die Präsentation sollte dabei einerseits einen Überblick über die Software bieten, andererseits aber auch auf die Anforderungen des Unternehmens eingehen und möglichst eine konkrete Aufgabenstellung beinhalten. Schließlich werden die Anbieter nach zuvor festgelegten Auswahlkriterien beurteilt und ausgewählt.

#### Umsetzungsphase
Die eigentliche Softwareeinführung unterliegt in der Regel ebenfalls der Projekthoheit des Anwenderunternehmens, wird jedoch in der Praxis oft vom Anbieterunternehmen oder einem Dienstleistungspartner des Anbieters geleitet, da hier oftmals entsprechend hohe Praxiserfahrung vorliegt. In einem ersten Schritt werden alle Geschäftsprozesse des Unternehmens analysiert. Dann wird entschieden, ob der Prozess wie gehabt beibehalten oder verändert werden soll. Erst wenn alle Geschäftsprozesse samt ihren Schnittstellen innerhalb des Unternehmens oder zu Lieferanten und Kunden modelliert sind, werden diese Geschäftsprozesse in der ERP-Software abgebildet. Anschließend werden alle benötigten Daten (Stammdaten) im System erfasst oder ggf. von einem bereits vorhandenen System, welches abgelöst werden soll, übernommen. Nach Schulung der Anwender, mehreren Simulationen der Geschäftsprozesse sowie einer Testphase und Abnahme startet dann der Echtbetrieb der ERP-Lösung, analog zum klassischen „Wasserfallmodell“, wie es zum Beispiel in der Software-Entwicklung Verwendung findet.

#### Alternative Einführungsmodelle
Es gibt aber auch einen Ansatz zur Einführung von ERP-Systemen, der nicht auf diesem Zwei-Phasen-Modell beruht, sondern sich Methoden der agilen Softwareentwicklung bedient. Bei diesem Ansatz wird das iterative Vorgehensmodell Scrum zusammen mit Extreme Programming benutzt, um einzelne Teile des ERP-Systems schrittweise einzuführen. Nach jedem Entwicklungsschritt werden die Ergebnisse dann validiert und verbessert.
In Zeiten der digitalen Transformation entstehen auch weitere Einführungsmodelle, die den stetigen Wandel und die Veränderungen von Geschäftsmodell und Geschäftsprozessen berücksichtigen. Mit dem QITT-Modell beispielsweise erfolgt eine Qualifizierung der Initialanforderungen, Implementierung des ERP-Systems (nach Scrum oder Wasserfall), Trainieren der Mitarbeiter auf Basis des neuen Systems und Echt-Daten in einem Test-System und einem anschließenden wiederkehrenden Prozess der Transformation der Software an die permanenten Veränderungen durch die Digitalisierung.

### Markt
2025 werden weltweit etwa 105 Mrd. Euro mit ERP-Software umgesetzt. 81 % der Unternehmen mit mehr als 250 Beschäftigten in Deutschland nutzten 2021 eine ERP-Software.

### Anbieter von ERP-Software
Die weltweit größten Anbieter von ERP-Software sind:
|   | Anbieter  | Umsatz 2022 (Milliarden €) | Marktanteil 2022 |
| - | --------- | -------------------------- | ---------------- |
| 1 | SAP       | 7.601,9                    | 19 %             |
| 2 | Oracle    | 4.401,1                    | 11 %             |
| 3 | Microsoft | 2.400,6                    | 6 %              |
| 4 | Infor     | 2.000,5                    | 5 %              |
| 5 | Sage      | 1.600,4                    | 4 %              |

Die weltweit führenden Anbieter von ERP-Software sind:
|   | Anbieter  | Marktanteil 2024 |
| - | --------- | ---------------- |
| 1 | Microsoft | 88,64 %          |
| 2 | SAP       | 1,37 %           |
| 3 | Workday   | 0,88 %           |
| 4 | NetSuite  | 0,73 %           |

Die größten Anbieter in Deutschland nach Umsatz sind:
| # | Anbieter  | Marktanteil 2022 |
| - | --------- | ---------------- |
| 1 | SAP       | 22 %             |
| 2 | Microsoft | 21 %             |
| 3 | Sage      | 7 %              |
| 4 | ProAlpha  | 3 %              |
| 5 | abas      | 3 %              |
| 6 | Oracle    | 2 %              |

### Customizing/Anpassungsfähigkeit
ERP-Systeme basieren theoretisch auf Best Practices der Branche und ihre Hersteller beabsichtigen, dass Unternehmen sie „wie sie sind“ einsetzen.
ERP-Kunden haben verschiedene Möglichkeiten, mit möglichen vorhandenen Lücken in Standard-ERPs umzugehen und Vor- und Nachteile abzuwägen. Technische Lösungen umfassen das Umschreiben eines Teils der gelieferten Software, das Schreiben eines selbst entwickelten Moduls für das angeschaffte ERP-System oder die Anbindung an ein externes System. Diese drei Optionen stellen unterschiedliche Grade der Systemanpassung dar – wobei die erste die invasivste und kostenintensivste ist. Alternativ gibt es auch „nicht-technische“ Optionen, wie das Ändern von Geschäftsprozessen oder Richtlinien, um den bereitgestellten ERP-Funktionsumfang besser abzustimmen.
Vorteile des ERP-Customizing umfassen:
- Verbessert die Benutzerakzeptanz[14]
- Bietet Potenzial, Wettbewerbsvorteile gegenüber Unternehmen zu erzielen, die nur Standardfunktionen verwenden

Nachteile des ERP-Customizing können sein:
- Mehr Zeit und Ressourcen für Implementierung und Wartung sind nötig[13][15]
- Verhindert unter Umständen eine nahtlose Schnittstelle zwischen Lieferanten und Kunden aufgrund der Unterschiede zwischen den Systemen.
- Beschränkung der künftigen Upgrade-Fähigkeit der ERP-Software[15]
- Schafft eine übermäßige Abhängigkeit vom Customizing und negiert die Prinzipien des ERP als standardisierende Softwareplattform
- Bedroht die Zuverlässigkeit des Systems

### Bilanzsteuerliche Beurteilung
Zur bilanzsteuerlichen Beurteilung von Aufwendungen zur Einführung eines betriebswirtschaftlichen Softwaresystems (ERP-Software) liegt seit 18. November 2005 ein BMF-Schreiben vor.

### Strategische Beurteilung
Im Kontext der strategischen Planung eines Unternehmens muss eine Bewertung stattfinden, ob die Einführung einer ERP-Lösung einen Wettbewerbsvorteil für das Unternehmen generiert. Heutzutage gilt für Großunternehmen, dass ein ERP-System keinen Wettbewerbsvorteil mehr darstellt, da inzwischen die meisten Industrieunternehmen ein solches einsetzen. Dadurch ist die Verwendung eines ERP-Systems eher als Hygienefaktor zu werten, d. h. mit einem ERP-System ist man nicht zwingend besser als die Konkurrenz, allerdings ist man ohne ein solches System auf jeden Fall schlechter.
Wichtig ist, dass ERP-Software nur dann zu einem strategischen Wettbewerbsvorteil wird, wenn die Unternehmensprozesse auf die Software abgestimmt sind und sich andererseits schon vorhandene Unternehmensprozesse in die Software integrieren lassen. Die Software selbst verspricht keinen Mehrwert, sondern der verantwortungsvolle und umsichtige Umgang mit ihr.